# منتخب إيطاليا لكرة القاعدة
منتخب إيطاليا الوطني لكرة القاعدة (بالإيطالية: Nazionale di baseball dell'Italia)‏ هو ممثل إيطاليا الرسمي في المنافسات الدولية في كرة القاعدة .